# PL-15
El PL-15 (chino: 霹雳 -15; pinyin: Pī Lì-15; literalmente: "Thunderbolt-15") es un misil aire-aire de largo alcance guiado por radar activo desarrollado por la República Popular de China. Su alcance es comparable al del MBDA Meteor europeo y el Vympel R-37 ruso, el PL-15 se incorpora al servicio militar en 2016 y lo llevan los aviones J-10C, J-16 y J-20. El misil cuenta con un radar activo de exploración electrónica, que dificulta la evasión de los más ágiles aviones de combate. Tiene 4 metros de largo e incorpora un motor de cohete de doble empuje. Tras el lanzamiento, el misil alcanza una velocidad de Mach 4 y es capaz de atacar objetivos a una distancia de 150 km.
En comparación con la generación anterior PL-12 china, que cuenta con un alcance máximo de 100 km, la nueva y más grande PL-15 tiene un alcance de detección de radar más largo y una mayor capacidad anti-interferencia. Durante el Airshow China 2018, dos luchadores J-20 de la Fuerza Aérea del Ejército Popular de Liberación (PLAAF) muestran su carga interna, cada uno con cuatro PL-15 y dos PL-10E en su bahía interna de armas. PL-15 incrementa efectivamente la capacidad china de Anti-Acceso / Denegación de Área (A2/AD) al apuntar objetivos clave "habilitadores", como el reabastecimiento de combustible aéreo y aviones AEW&C.
El experto militar Fu Qianshao sugirió que China estaba desarrollando un misil aire-aire avanzado de misiles de largo alcance capaz de alcanzar objetivos a una distancia de hasta 400 km.

## Uso reciente en combate

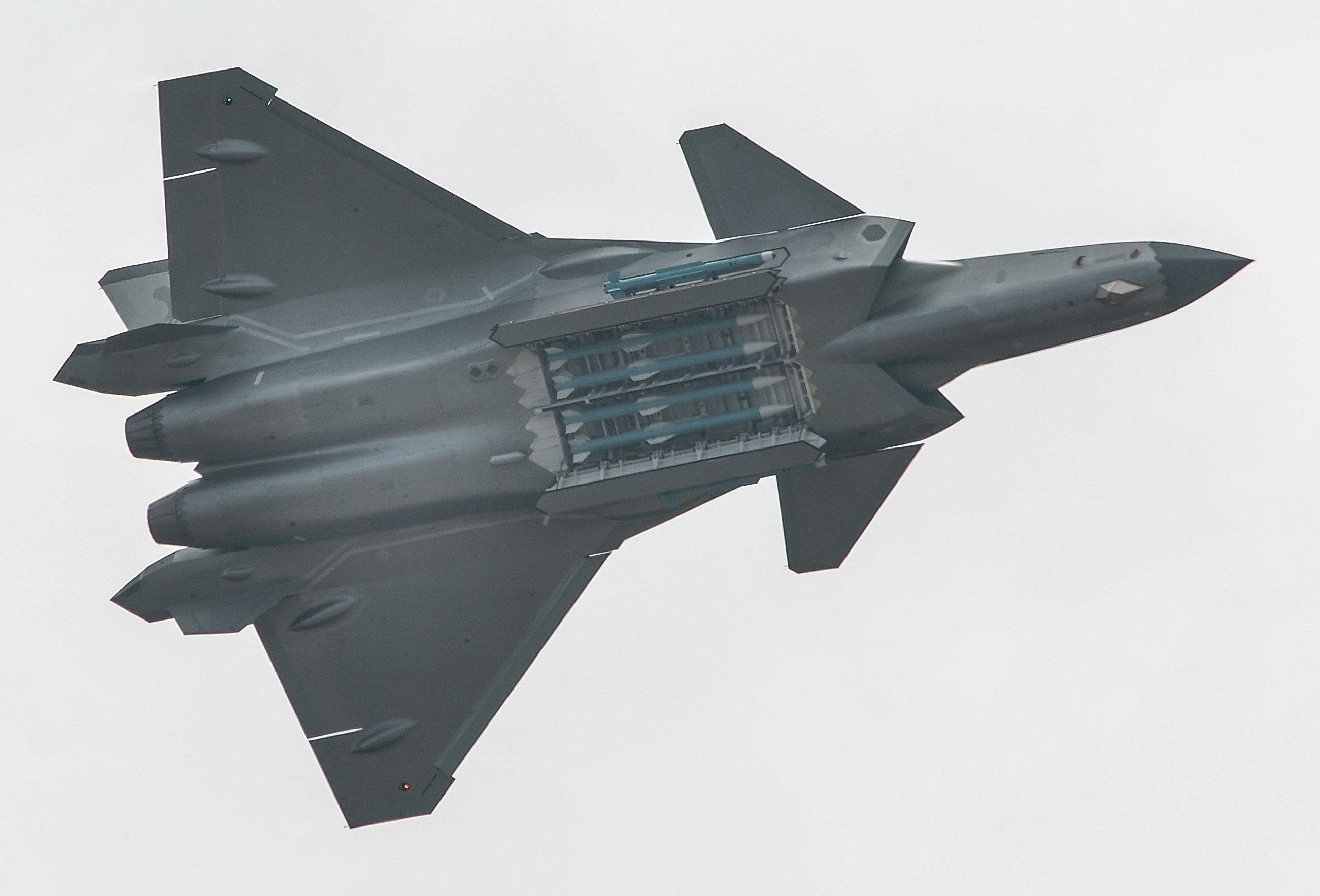
Un Chengdu J-20 on cuatro PL-15 dentro del compartimento de armas.

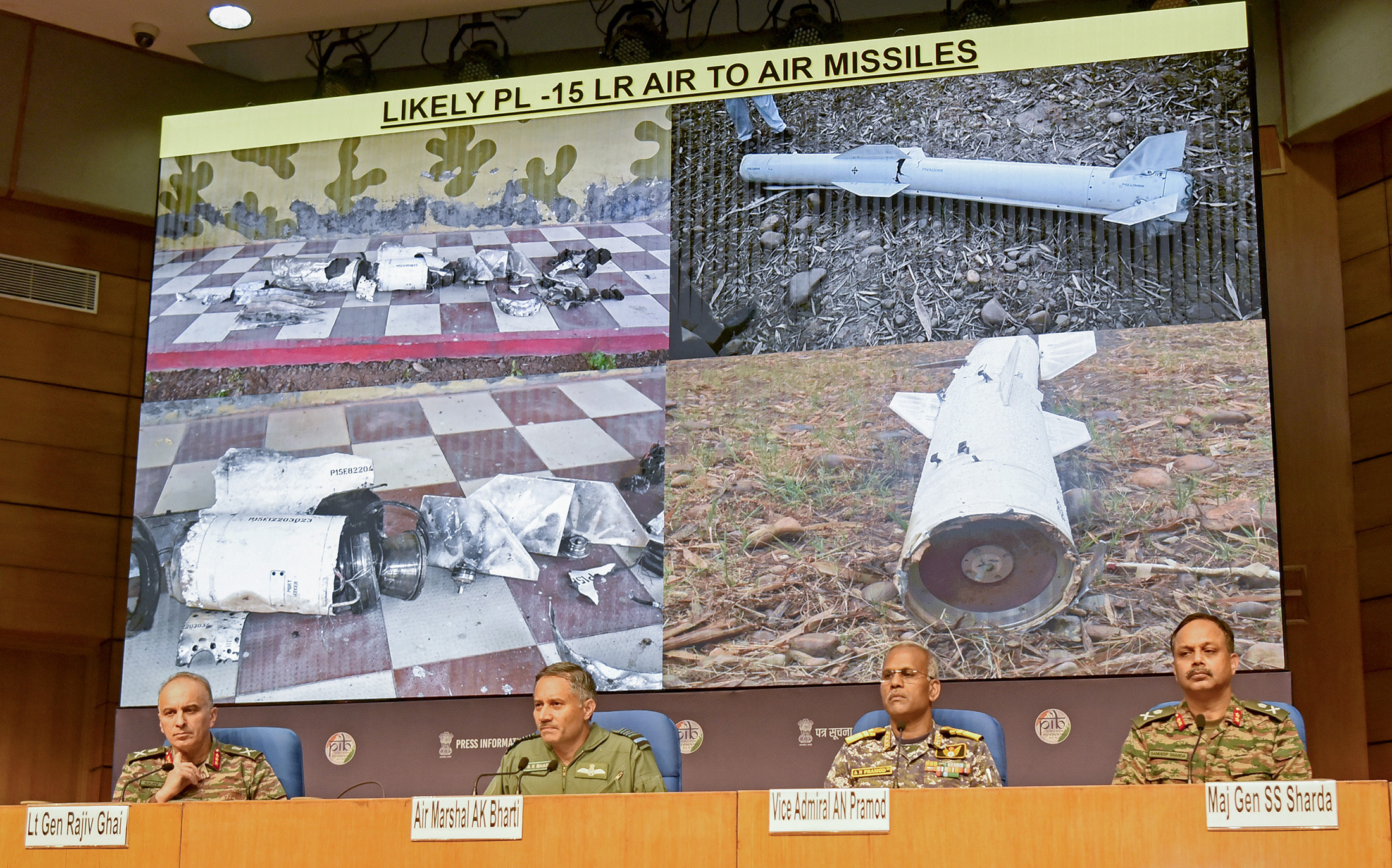
Restos de un PL-15E recuperados por la India

El 7 de mayo de 2025, el PL-15/15E se desplegó en combate durante el Conflicto indo-pakistaní de 2025 por parte de la Fuerza Aérea de Pakistán (PAF), lo que marca lo que los analistas creen que es el primer despliegue de combate del misil.
Según las autoridades pakistaníes, la Fuerza Aérea Paquistaní (PAF) utilizó misiles PL-15/15E desde aviones Chengdu J-10C para derribar aviones indios. BBC News verificó videos y fotos del avión derribado , lo que indica que uno de ellos era un Dassault Rafale de la Fuerza Aérea India. Un funcionario estadounidense anónimo declaró a Reuters que existía un alto grado de certeza de que los aviones J-10 derribaron al menos dos aviones indios, incluido un Rafale.
Se publicaron fotos de varios restos de misiles PL-15E encontrados en territorio indio. Se encontró una sección trasera relativamente intacta en Hoshiarpur, Punjab, India. El 13 de mayo de 2025, las autoridades indias también confirmaron el uso del PL-15/15E por parte de Pakistán.
Muchas circunstancias podrían llevar a la pérdida de misiles en estados relativamente intactos. El uso del PL-15E en el conflicto ofreció a los analistas militares oportunidades para evaluar la efectividad en combate del armamento chino más nuevo y sus implicaciones estratégicas. La recuperación de los restos podría ofrecer información técnica sobre las capacidades y limitaciones del PL-15E.
Una reconstrucción publicada por The Diplomat describe cómo, durante el conflicto de mayo de 2025, cazas J-10C pakistaníes equipados con misiles PL-15E llevaron a cabo una "emboscada aérea" desde el espacio aéreo pakistaní. Según se informa, el sistema de alerta temprana y control aerotransportado (EWCS) guió los misiles hacia sus objetivos mediante enlaces de datos tácticos XS-3, lo que permitió lanzarlos desde una distancia segura y "guiarlos hacia sus respectivos objetivos... para pasar desapercibidos". Esto sugiere que el PL-15E puede emplearse sin depender de su radar de a bordo durante la mayor parte de su vuelo, lo que reduce significativamente la probabilidad de detección. Esta estrategia aprovechó las limitaciones de la capacidad de detección de la Fuerza Aérea India (IAF). El propio análisis comparativo de la IAF sobre la Operación Sindoor concluyó que la superioridad de los enlaces de datos tácticos fue un factor diferenciador clave entre ambas fuerzas aéreas, y que la integración de sistemas chinos avanzados por parte de la Fuerza Aérea de Pakistán (PAF) proporcionó una ventaja clave en las primeras etapas del conflicto.

### Armas similares
- AIM-120 AMRAAM
- R-77
- MBDA Meteor

### Arma de combate de largo alcance
- R-37 (misil)
- PL-21